# Ильино (Большекошинское сельское поселение)
Ильино — деревня в Селижаровском муниципальном округе Тверской области России.

## География
Расположена в центральной части Валдайской возвышенности, в лесной местности, вблизи река Большая Коша. Находится в 23 километрах к юго-востоку от районного центра Селижарово, в 6,5 километрах от деревни Большая Коша.

## История
До 2005 года входила в состав Киселёвского сельского округа.
До мая 2020 года входила в состав Большекошинского сельского поселения в Селижаровского района.
В мае 2020 года Законом Тверской области от 23.04.2020 № 23-ЗО Селижаровский муниципальный район и входившие в его состав городское и сельские поселения были преобразованы в Селижаровский муниципальный округ, Селижаровский административный район преобразуется в округ Селижарово, административная единица преобразована в округ.

## Население
| 2002 | 2008 | 2010 |
| ---- | ---- | ---- |
| 7    | 6    | 4    |

Согласно переписи населения 2002 года, постоянное население деревни 7 человек (86 % русские). Перепись 2008 года — 6 человек. Перепись 2010 года — 4 человека.

## Инфраструктура
Лесное хозяйство.

## Транспорт
Подходит автодорога межмуниципального значения 28Н-1437 «Кисёлево — Ильино».